# 直升機父母
直升機父母（英語：helicopter parent）是指過份介入兒女生活，保護或是干預其生活的父母，因為類似直升機一樣的盤旋在兒女身邊，故稱為直升機父母。
在日本也有類似概念的「怪獸家長」（日語：モンスターペアレント），是學校對於以自我為中心，不講理的監護人所造的和製英語。

## 起源
直升機父母的隱喻最早出現在海姆·吉納特1969年的暢銷書《父母和青少年》（Between Parent & Teenager），其中一名青少年抱怨著：「媽媽像直升機一樣在我身邊盤旋」（Mother hovers over me like a helicopter）

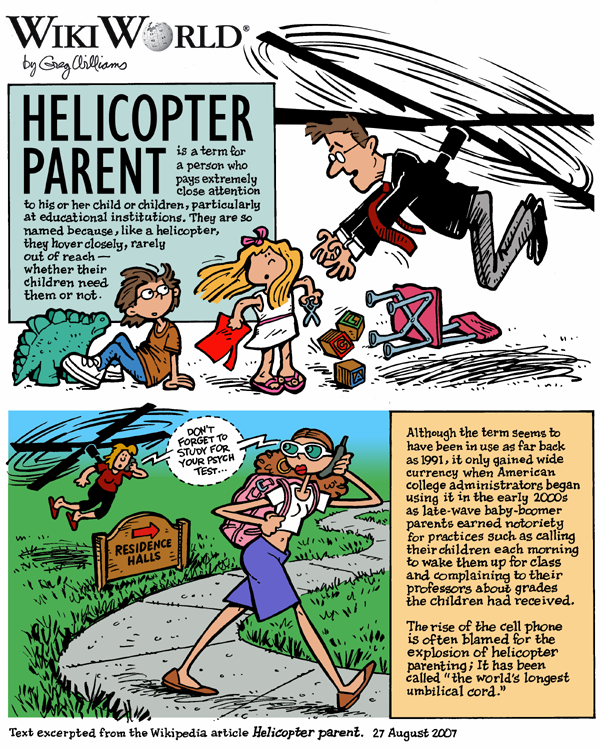
直升機父母示意图

Foster Cline和Jim Fay在1990年創建了helicopter parent一詞。此一詞語在2000年代初期開始在美國大學學務單位中使用，因此受到注意，當時1981年～2000年出生的Y世代開始進入大學，其中一些父母每天上午叫住校的兒女起床上學，並且對教授抱怨教授給兒女的成績不佳，因此得到此一稱號。夏令營的工作人員也反映類似的情形。
高等教育紀事報指出即使兒女已到了研究所，直升機父母仍然會干預其兒女，例如遊說兒女讀法學院或是商學院 。也有一些公司的人力資源部門反映，當這些兒女成年，開始工作後，有些直升機父母會出現在工作場所或打電話給兒女的主管，為兒女的行為辯護，或者要求公司要提供較高的薪資。
美國世代人口統計學家尼爾·豪認為直升機父母是戰後嬰兒潮父母養育其Y世代兒女的方式。尼爾認為直升機父母的教育方式和X世代不同，尼爾將後者稱為「隱形戰鬥機父母」，傾向忽視兒女較小的問題，但對一些嚴重的問題，會在沒有任何警告的情形下，以嚴厲的方式來處理。尼爾將這個和戰後嬰兒潮父母持續參與兒女的教育對比，尼爾認為直升機父母：「有時很有用，有時很煩人，不過都會圍繞在兒女周圍，而且會發出噪音。」尼爾認為戰後嬰兒潮父母和兒女的關係難以想像的親近。他個人認為這是件好事 。
直升機父母試圖「幫兒女把路舖平，確保兒女在通往成功的道路上。」直升機父母的崛起恰好遇到兩種社會變化，一個是1990年代的經濟相對繁榮、低失業率及較高的可支配所得，另一個是社會上越來越多認為其子女受到威脅，自由放养父母提倡者Lenore Skenazy認為這是：「根深蒂固的偏執狂」

## 相關討論
美國心理學家馬德琳·萊文曾寫過有關直升機父母的文章。美國作家朱迪思·華納提到萊文認為直升機父母的人雖然過度的「出席」，參與兒女的生活，但在心理上卻是缺席的。作家凱蒂·羅菲在Slate雜誌中評論萊文有關直升機父母的迷思「他們出席（參與）的太多，而且是以錯誤的方式出席，其實他們不關心真正在兒女身上發生的事，因此兒女會合理的解釋為父母缺席。如同萊文提的，這是一種過度參與，穩定持續的混亂。」。她也提醒讀者：「直升機父母不是不好的父母，也不是有偏差價值觀的可憐父母，直升機父母不一定是荒謬的、不快樂的、充滿控制欲的父母。直升機父母可能是出於好意，只是因為父母本能性的懼怕，導致好意走錯了方向。」 。
也有人將《虎妈战歌》中提到的華人教養方式和西方的直升機父母比較。Nancy Gibbs在《時代雜誌》中認為這二種都是「極端的教養方式」，並且列出了二者的不同點。Gibbs認為虎媽是著重在特定領域（如音樂或數學）上的成功，而直升機父母是「懼怕失敗，因此不惜一切代價的避免失敗」。另一個不同點是虎媽強調努力，對兒女的態度是極端、權威和獨裁的，而直升機父母是「妥善安放他們的孩子，渴望和他們建立友誼」。

## 影響
喬治亞大學教授理查·穆倫道爾（Richard Mullendore）認為手機的廣為使用是造成直升機父母的一個關鍵因素，他稱手機為「世界上最長的臍帶」。有些家長認為大學的費用節節上漲，他們對大學的舉動，也是像其他消費者一様，只是為了保護其本身的投資而產生的行為。
在《老年病學家》（The Gerontologist）發表的跨世代研究指出，教育者及大眾媒體指責這些圍繞在已成年兒女身邊的直升機父母，但「因為複雜的經濟及社會需求，這些直升機父母的兒女很難在成人時就在社會上有立足點。」
Clare Ashton-James醫生在一個跨國的父母研究中指出：直升機父母比較幸福。
倫敦大學學院的醫學研究委員會有一篇研究指出，過度保護或過度控制的家長會帶來其子女長期的心理健康問題。其心理健康問題可能會是一生之久，其規模和遭遇喪親之痛相仿。

## 外部連結
- August 2005 Wall Street Journal article （页面存档备份，存于） on helicopter parents at colleges.
- Roots, wings & helicopters. From USA Today.
- Overbearing Helicopter Parents Keep Tabs. From the Minaret (student newspaper).